# Сакович, Антон Наумович
Анто́н Нау́мович Сако́вич (25 декабря 1895 — 16 февраля 1982) — генерал-лейтенант интендантской службы ВС СССР (1946), генерал дивизии Народного Войска Польского.

## Биография
Родился 25 декабря 1895 (7 января 1896) года в селе Новоматеево (хутора Ново-Матвеево) Борисовского уезда Минской губернии (ныне Логойского района Минской области). Белорус.
В 1915—1917 годы был унтер-офицером Русской императорской армии.
С 10 января 1919 года в Красной армии.
Участник Гражданской войны.
В межвоенные годы служил командиром взвода, роты, помощником начальника полковой школы, начальником полковой школы, командиром батальона. Был начальником военно-хозяйственного снабжения 43‑й стрелковой дивизии и 2‑го стрелкового корпуса, а также начальником отдела в штабе БВО с 1931 по 1937 годы.
В 1931 году окончил стрелково-тактические курсы «Выстрел». Беспартийный.
В годы Великой Отечественной войны с июня 1941 года занимал должность армейского интенданта 11-й армии. С января по май 1942 года работал в аппарате Северо-Западного фронта. С мая 1942 года — начальник управления тыла 11-й армии Северо-Западного фронта.
С февраля 1944 года — начальник управления тыла 65-й армии 1‑го Белорусского фронта. 16 октября 1943 года произведён в генерал-майоры интендантской службы. Сражался на Северо-Западном, 1‑м и 2‑м Белорусском фронтах.
В июне 1945 года направлен в Народное Войско Польское, изначально был заместителем главного квартирмейстера Ивана Логинова, затем был назначен руководителем Главной интендантской службы Войска Польского (начальником тыла армии). 27 июля 1945 года приказом маршала Польши Михала Роли-Жимерского был назначен третьим вице-министром национальной обороны Польши.
9 августа 1945 года решением Президиума Государственного народного совета ПНР произведён в генералы-дивизии. 3 декабря 1945 года закончил службу в Войске Польском, уступив пост третьего вице-министра генералу Петру Ярошевичу, и вернулся в СССР.
С 1946 по 1956 годы начальник тыла ряда соединений и объединения (5-я гвардейская механизированная армия).
11 июля 1946 года произведён в генерал-лейтенанты.
В отставке с 6 марта 1956 года.
Скончался 16 февраля 1982 года. Похоронен на Минском кладбище Бобруйска (Могилевская область).
Награды
- Орден Ленина (21 февраля 1945);
- 4 ордена Красного Знамени (3 июня 1944, 23 июля 1944, 3 ноября 1944, 20 июня 1949);
- Орден Богдана Хмельницкого I степени (29 мая 1945)[1];
- Орден Кутузова II степени (10 апреля 1945)[1];
- Орден Красной Звезды (14 февраля 1943)
- Медаль «За победу над Германией в Великой Отечественной войне 1941—1945 гг.»;
- Медаль «За освобождение Варшавы»;
- Орден Возрождения Польши (командорский крест) (Польша, 1945)[1];
- Орден Креста Грюнвальда III степени (Польша, 1946)[1];
- Медаль «За Варшаву 1939—1945» (Польша);
- Медаль «За Одру, Нису и Балтику» (Польша);
- Медаль «Победы и Свободы» (Польша).